# Eincheville
Eincheville é uma comuna francesa localizada na região administrativa de Grande Leste, no departamento de Mosela, ao nordeste da França.

## Geografia
A comuna está situada a uma altitude média entre 250 e 296 metros e se estende por uma área de 6,78 km². É parte do arrondissement de Forbach-Boulay-Moselle e do cantão de Sarralbe. A região é predominantemente rural, com áreas de campos e florestas.

## Demografia
De acordo com o Instituto Nacional de Estatística e Estudos Econômicos (INSEE), a população de Eincheville era de 189 habitantes no censo de 1999, o que representa uma densidade populacional de aproximadamente 27,8 hab./km².

## História
Eincheville é uma comuna com raízes históricas que remontam à Idade Média. A localidade pertenceu historicamente à região da Lorena, sendo influenciada por períodos de domínio germânico e francês, especialmente durante os séculos XIX e XX, devido aos conflitos envolvendo a Alsácia-Lorena.

## Patrimônio
Entre os principais pontos de interesse está a capela local (destacada na imagem do artigo), que representa a arquitetura religiosa típica da região. Além disso, há pequenas fazendas e construções tradicionais preservadas.

## Administração
O código INSEE da comuna é 57189, e seu código postal é 57340. Eincheville integra a intercomunidade de "CA Saint-Avold Synergie", que promove ações conjuntas entre várias comunas vizinhas.